# Taubenturm Villeneuve (Aveyron)

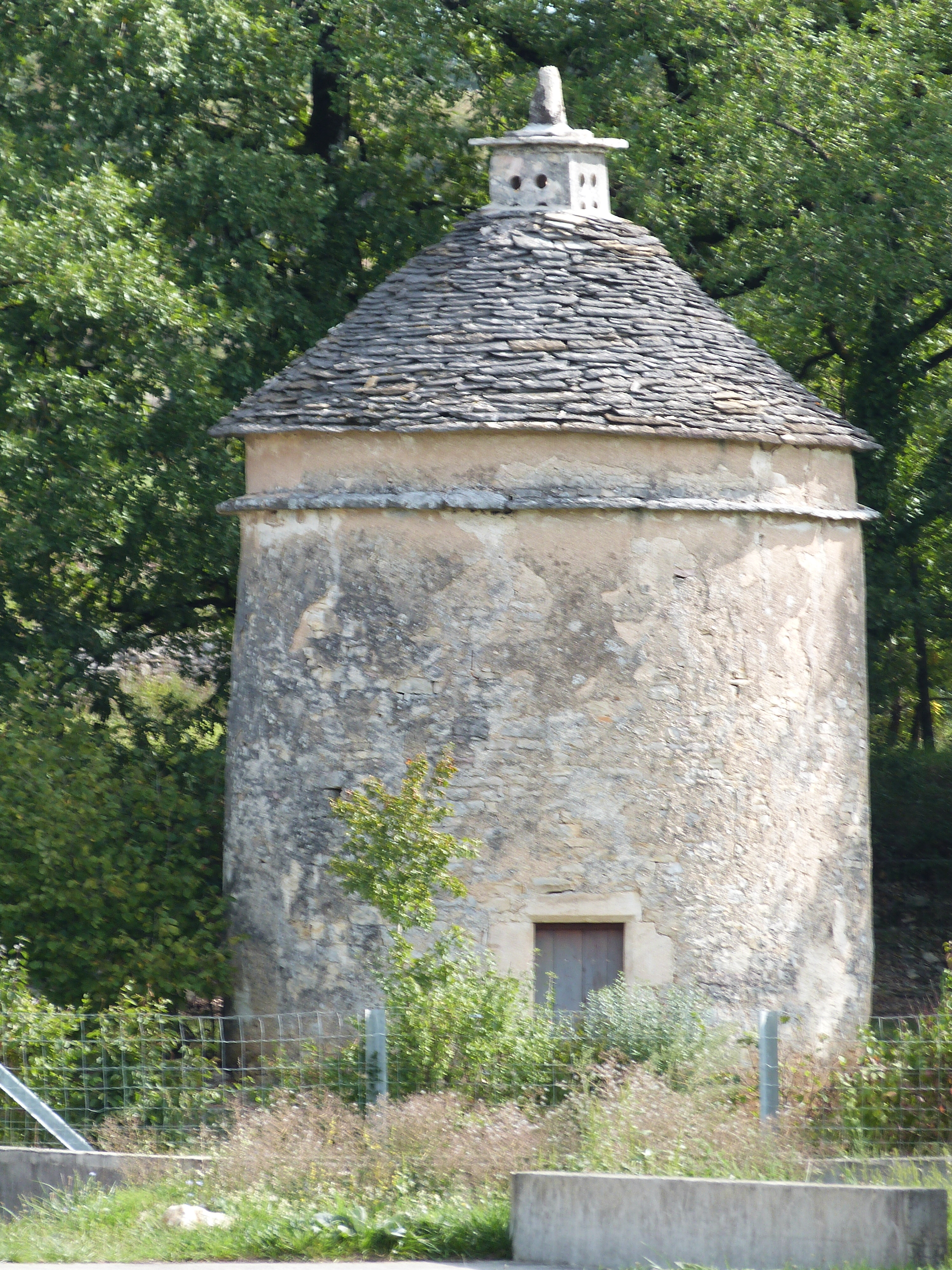
Taubenturm in Villeneuve

Der Taubenturm (auch als Pigeonnier du Foirail bezeichnet) in Villeneuve, einer französischen Gemeinde im Département Aveyron in der Region Hauts-de-France, wurde im 17. Jahrhundert errichtet. Der Taubenturm steht seit 2011 als Monument historique auf der Liste der Baudenkmäler in Frankreich.
Der runde Taubenturm aus Bruchsteinmauerwerk wird von einem Dach mit Schieferplatten gedeckt. An der Spitze des Daches ist ein Aufbau mit dem Zugang für die Tauben.